# Partido de Zárate
Partido de Zárate är en kommun i Argentina.   Den ligger i provinsen Buenos Aires, i den centrala delen av landet, 100 km nordväst om huvudstaden Buenos Aires. Antalet invånare är 101 271.
Trakten runt Partido de Zárate består till största delen av jordbruksmark. Runt Partido de Zárate är det ganska tätbefolkat, med 90 invånare per kvadratkilometer.